# Glavna dvorana (japonski budizem)
Glavna dvorana je stavba znotraj kompleksa japonskega budističnega templja (garan), v kateri je glavni predmet čaščenja. Ker različna poimenovanja namenoma uporabljajo različne izraze, ta en sam izraz prevaja več japonskih besed, med njimi bucuden, bucu-dō, kondo, konpon-čūdō in hondō. Hondō je njegov natančen japonski ekvivalent, medtem ko so druge bolj specializirane besede, ki jih uporabljajo določene sekte ali za stavbe s posebno strukturo.

## Kondo (obdobje Asuka in Nara)
Izraz kondō (金堂, dob. «zlata dvorana«) se je začel uporabljati v obdobjih Asuka in Nara. Je osrednji del garana - starodavnega budističnega templja na Japonskem. Izvor imena je negotov, vendar lahko izhaja iz zaznane dragocenosti njegove vsebine ali iz dejstva, da je bila notranjost obložena z zlatom. To je ime, ki ga uporabljajo najstarejši templji v državi.
Kondō, na primer v Horju-dži, je prava dvonadstropna stavba s 3 x 2 osrednjim jedrom (moja), ki ga obdaja 1 polje široki hodniki (hisaši), dol 5 x 4 polja, obdana z zunanjim 1 polje širokim mokošijem, za skupno 9 x 7 polj. Drugo nadstropje ima enake dimenzije kot jedro templja v prvem nadstropju (3 x 2 polji), vendar nima mokošija.
Nekateri templji, na primer Asuka-dera ali Horju-dži, imajo več kot en kondō, vendar običajno obstaja samo eden in je prva stavba, ki je bila zgrajena. Zaradi omejene velikosti verniki niso smeli vstopiti v stavbo in so morali stati zunaj. Kondō in pagoda sta bila običajno obdana s hodnikom, imenovanim kairō.
Uporaba kondōja se je zmanjšala po 10. stoletju, ko ga je nadomestil hondō, razdeljen na naijin (内陣, notranje svetišče, rezervirano za božanstvo) in gejin (外陣, prostor za častilce, kot je ladja). Izraz je ostal v določeni uporabi celo do obdobja Edo, vendar se je njegova pogostost drastično zmanjšala po pojavu izraza hon-dō v obdobju Heian.

## Hondō (obdobje Heian)
Izraz hondō (本堂, dob. »glavna dvorana«) označuje najpomembnejše predmete čaščenja. Izraz naj bi se razvil v 9. stoletju, da bi se izognil zgodnjemu izrazu kondō, ki ga je takrat uporabljalo šest sekt Nara: Nanto Rokušū. Postalo je običajno po uvedbi dveh sekt Mikjo (Tendai in Šingon) na Japonsko.
Različne nove vrste tempeljskih stavb, vključno s hondō, so bile zgrajene v obdobju Heian kot odgovor na zahteve novih doktrin. Različne stavbe so se imenovale hondō, odvisno od sekte, na primer: kondō (Šingon), čudō (Tendai), mieidō (Džōdo), amida-dō (Džōdo Šinšū). Pomemben razvoj hondōja v tem obdobju je vključitev prostora za častilce znotraj samega hondōja, imenovanega gejin.
Uporabljajo se tudi druga imena, kot je konpon-čūdō (根本中堂, kardinalska osrednja dvorana), na primer za glavno dvorano na gori Hiei Enrjaku-dži (dvorana meri 11 x 6 polj, od katerih je 11 x 4 odprtih). Tokugava pogrebni tempelj Kan'ei-dži , ki je bil zgrajen izrecno za posnemanje Enrjaku-džija, je prav tako imel enega, čeprav ni ohranjen. Jama-dera v Jamagati je še en primer templja s tem imenom.

## Bucuden(obdobje Kamakura)
Bucuden (仏殿) ali bucu-dō (仏堂, oboje dob.  »dvorana Bude«) je glavna dvorana zenovskih templjskih šol, kot sta Sōtō in Rinzai. Ta arhitekturni slog je prišel skupaj z zenom v obdobju Kamakura. Obstajajo naslednje vrste bucuden ali bucu-dō:
- Najenostavnejša je kvadratna stavba 3 x 3 polja. Polje je prostor med dvema stebroma, primerljiv z japonskim kenom (181–197 cm). Nima mokošija (ograjenega prostora, ki obkroža jedro templja in ga pokriva enoslojna streha, običajno široka eno polje).
- Drugi tip je prav tako kvadrat s 3 x 3 polji, vendar ima 1 polje širok mokoši okoli jedra templja, zaradi česar je videti kot dvonadstropna stavba s 5 x 5 polji, kot v primeru bucuden, vidno na fotografiji desno.
- Znano je tudi, da so bili v 13. in 14. stoletju zgrajeni zelo veliki, a nenadni kvadratni kvadrati velikosti 5 x 5 polj z mokošijem, vendar noben ni ohranjen. Velik bucuden velikosti 3 x 3 polja z mokošem pa še vedno obstaja, na primer v Mjōšin-dži.

## Obdobje Edo
V primeru šole Ōbaku Zen, ki je na Japonsko prispela pozno, je arhitektura ohranila kitajski slog Ming. Hondō zenovskih templjev Ōbaku se običajno imenuje daijū-hōden (大雄宝殿, lit. »dragocena dvorana Mahavira«),  Primer je mogoče najti v Mampuku-dži.

## Galerija
- Horju-džijev kondō
(japonski nacionalni zaklad)
- Kakurin-džijev hon-dō
(japonski nacionalni zaklad)
- Enrjaku-džijev Konpončū-dō
(japonski nacionalni zaklad)
- Gora Kōja - kondō na Dandžō-garan
- Daigo-džijev kondō
(japonski nacionalni zaklad)
- To-džijev kondō
(japonski nacionalni zaklad)
- Sandžūsangen-dōjev hon-dō
(japonski nacionalni zaklad)
- Kinpusen-džiev Zao-dō (hon-dō)
(japonski nacionalni zaklad)
- Nina-džijev kondō
(japonski nacionalni zaklad)